# Preise dein Glücke, gesegnetes Sachsen
Preise dein Glücke, gesegnetes Sachsen (in tedesco, "Loda la tua fortuna, benedetta Sassonia") BWV 215 è una cantata di Johann Sebastian Bach.

## Storia
La cantata Preise dein Glücke, gesegnetes Sachsen venne composta da Bach per celebrare l'anniversario dell'elezione di Augusto III come re di Polonia il 5 ottobre 1734. Il testo è di Johann Christoph Clauder, e Bach impiegò solo tre giorni per comporre l'intera cantata. Augusto III ascoltò la prima esecuzione da una finestra affacciata sulla piazza del mercato di Lipsia, con una fiaccolata di seicento studenti che precedette lo spettacolo, ed il re "non ha lasciato la finestra fino a quando la musica è durata, l'ha ascoltata ed è rimasto sinceramente soddisfatto".

## Struttura
La cantata è scritta per soprano solista, tenore solista, basso solista, doppio coro, tromba I, II e III, timpani, archi, flauto I e II, oboe I e II, oboe d'amore, fagotto e basso continuo.
La cantata si apre con un inno di lode per doppio coro e orchestra al completo, che Bach riutilizzò successivamente per l'osanna della sua Messa in Si minore BWV 232. Il primo movimento è seguito da coppie di recitativi per tenore, basso e soprano. Il recitativo del tenore è accompagnato da oboi, fagotto e basso continuo e la sua aria è eseguita da una coppia di oboi d'amore, fagotto, archi e basso continuo. Il recitativo secco del basso è seguito da un'aria brillante accompagnata da oboi, fagotto, archi e basso continuo. Il recitativo del soprano è accompagnato da flauti e basso continuo e l'aria seguente è composta per flauti, oboi d'amore, archi e basso continuo. Il penultimo recitativo arioso è scritto per tutti e tre i solisti e l'orchestra al completo. Il movimento finale è un inno solenne di lode ad Augusto III per doppio coro e orchestra.